# Азербайджано-боснийские отношения
Отношения между Азербайджаном и Боснией и Герцеговиной — двусторонние отношения между Азербайджаном и Боснией и Герцеговиной в политической, экономической и иных сферах.

## Дипломатические отношения
Босния и Герцеговина признала независимость Азербайджана 9 февраля 1995 года. В тот же день были установлены дипломатические отношения.
Посольство Боснии и Герцеговины в Турции одновременно является посольством Боснии и Герцеговины в Азербайджане. Посол Боснии и Герцеговины в Турции является нерезидентным послом Боснии и Герцеговины в Азербайджане.
Посольство Азербайджана в Боснии и Герцеговине учреждено 14 июня 2021 года.
В парламенте Азербайджана действует рабочая группа по отношениям с Боснией и Герцеговиной. Руководитель группы — Мазахир Эфендиев.
В парламенте Боснии и Герцеговины также функционирует группа дружбы с Азербайджаном.
Между странами подписано 6 соглашений.
В 2012 году была подписана «Конвенция об отмене двойного налогообложения прибыли и имущества и пресечении уклонения от налогов между правительством Азербайджана и Советом министров Боснии и Герцеговины».
Осуществляется сотрудничество в таких сферах, как экономика, образование, культура, здравоохранения, инвестиции, энергетика, туризм, телекоммуникации, инфраструктура, фармацевтика.
Правительство Боснии и Герцеговина поддерживает Азербайджан в вопросе Нагорно-Карабахского конфликта.
В июне 2013 года в Парламенте Боснии и Герцеговины была принята резолюция касательно агрессии Армении в отношения Азербайджана и по Ходжалинскому геноциду.

## Экономическое сотрудничество
В феврале 2013 года в городе Баня-Лука был проведён совместный азербайджано-боснийский бизнес-форум. На форуме участвовали предприниматели, действующие в таких сферах, как нефтяная область, банковское дело, агропромышленный комплекс, строительство, промышленность, туризм.
В ноябре 2017 года при финансовой поддержке Министерства экономики Азербайджана и Фонда поощрения экспорта и инвестиций Азербайджана (AZPROMO) проведена бизнес встреча Азербайджан — Босния и Герцеговина. На встрече приняли участие более 60 предпринимателей, занятых в таких областях, как сельское хозяйство, пищевая промышленность, финансы, промышленности, ИКТ, строительство, текстильная промышленность, сфера услуг.
В 2017 году между Внешнеторговой палатой Боснии и Герцеговины и Азербайджанским фондом поощрения экспорта и инвестиций подписан Меморандум о взаимопонимании.
В апреле 2019 года в Боснии и Герцеговине началась реализация проекта интерконнектора о создании трубопроводной инфраструктуры для перевозки азербайджанского газа («Шахдениз-2») в Европу.
Структура экспорта Азербайджана: смазочные масла.
Структура экспорта Боснии и Герцеговины: лекарственные препараты, косметические средства.

### Товарооборот (тыс. долл)
| Год  | Экспорт Азербайджана | Импорт Азербайджана | Сумма товарооборота |
| ---- | -------------------- | ------------------- | ------------------- |
| 2020 | 0,00                 | 741,76              | 741,76              |
| 2021 | 0,00                 | 1 624,55            | 1 624,55            |
| 2022 | 2 940,34             | 2 144,08            | 5 084,42            |
| 2023 | 5,74                 | 1 826,99            | 1 832,73            |
| 2024 | 1 068,07             | 1 470,84            | 2 538,91            |

## Туризм
В декабре 2014 года Советом министров Боснии и Герцеговины отменён визовый режим для азербайджанских граждан. 

## Гуманитарная помощь
В сентябре 2018 года в боснийском городе Котор-Варош при материальной поддержке Фонда Гейдара Алиева проведена церемония открытия здания Центра неотложной медицинской помощи.
23 апреля 2020 года из Азербайджана в Сараево была направлена гуманитарная помощь с целью оказания содействия в борьбе с коронавирусом.
В мае 2020 года Азербайджан выслал финансовую помощь Министерству безопасности Боснии и Герцеговины в размере 538 910 в борьбе с пандемией COVID-19.

## Культурные связи
В начале 1970-х годов Баку и Сараево были объявлены городами-побратимами.
В декабре 2018 года азербайджанская делегация, возглавляемая руководством Союза Муниципалитетов Тюркского Мира (TDBB) нанесла официальный визит в Боснию и Герцеговину. В рамках данного визита стороны подписали Проект обновления мемориального комплекса Потокари, согласно которому было осуществлено сотрудничество TDBB с администрацией мемориального комплекса Сребреницы Потокари. Было принято решение о достижении договоренности между муниципалитетом Ясамаль и муниципалитетом Нови-Град в качестве городов-побратимов.
В Азербайджане функционирует Ассоциация дружбы Босния и Герцеговина—Азербайджан.
В 2012 году подписано «Соглашение о сотрудничестве в сфере образования между Министерством образования Азербайджана и Министерством по гражданским делам Герцеговины и Боснии».